# Korostino (obwód wołgogradzki)
Korostino (ros. Коростино) – wieś w Rosji, w obwodzie wołgogradzkim, w rejonie kotowskim. W 2010 liczyła 980 mieszkańców.